# Betanine
Betanine of bietenrood is een natuurlijke kleurstof, die vooral in rode biet voorkomt, maar ook in bloemen en vruchten van andere planten.
Betanine is een in water oplosbare, licht- en warmtegevoelige, paarsrode kleurstof, die onder het E-nummer E 162 is toegelaten voor de kleuring van voedingsmiddelen, zoals yoghurt, frisdrank, soep, sauzen, consumptie-ijs, kauwgom, marmelade en jams.
Betanine wordt in het menselijk lichaam niet afgebroken en via de urine weer uitgescheiden, wat de urine een kenmerkende paarsrode kleur kan geven.